# Heung Yee Kuk
Heung Yee Kuk is een overheidsinstantie in Hongkong die de autochtone Hongkongers vertegenwoordigt. De autochtone Hongkongers vormen in de driehonderd dorpen in de New Territories nog de meerderheid van de bevolking. Het hoofdkantoor staat in Kowloon Tong. Alle voorzitters van de Hongkongse Plattelandscomités zitten in de Heung Yee Kuk.

## Geschiedenis
Het werd op 11 december 1959 opgericht door de naam verordening Heung Yee Kuk Ordinance (Chapter 1097). De voorganger van Heung Yee Kuk was "新界農工商業研究總會" (Federatie van Landbouw-, Industrie- en Handelsontwikkelingen in de New Territories), die in 1926 werd gesticht. De instantie houdt zich veel bezig met het doen van liefdadigheidswerk. Er werden onder andere drie middelbare scholen in de New Territories opgericht met de naam "NT Heung Yee Kuk". Heung Yee Kuk heeft in elk groot dorp in de New Territories een kantoor dat dient als ontmoetingsruimte van de dorpsoudsten.